# Aarlanderveen Molen No.3
De 3e molen of bovenmolen van de Molenviergang Aarlanderveen ligt ongeveer 1,5 km ten westen van Zwammerdam, ten noorden van de Oude Rijn. Deze molen werd in 1823 gebouwd ter vervanging van de in dat jaar afgebrande molen uit 1786. De poldermolen is eigendom van Stichting Molenviergang Aarlanderveen sinds 1963. De molen bemaalt als bovenmolen de drooggemaakte polder aan de westzijde van Aarlanderveen. Hiervoor heeft de molen een ijzeren scheprad met een diameter van 6,30 m.
De grondzeiler heeft een stenen voet met houten achterkant en is door riet gedekt. Op de baard staat het opschrift: "Herbouwd 1823 J.D.D.z. W.V.E." De oorspronkelijke molen uit 1786 was gebouwd door molenmakers Gerrit van Eijk en Leendert van der Starre. De huidige molen werd door molenmaker Johannes Damen Dz. gebouwd.